# Hans Henny Jahnn
Hans Henny Jahnn (Stellingen, 17 dicembre 1894 – Amburgo, 29 novembre 1959) è stato uno scrittore tedesco, innovatore nella costruzione di organi ed editore di testi musicali (Ugrino Verlag).
L'opera letteraria di Hans Henny Jahnn ruota intorno al tema dell'angoscia esistenziale, ininterrotta ed indissolubilmente legata all'essere umano, che può essere superata solo grazie all'amore e alla compassione verso gli altri e verso il creato. La perdita di amore e attenzioni risulta quindi sempre in un crollo tragico nella sofferenza primaria dovuta al lutto. In Jahnn questa visione del mondo si coniuga con un'estetica pitagorica idealizzata basata sulle leggi dell'armonia, che si manifesta in una profonda venerazione per la dignità umana e va in senso contrario alle evoluzioni sociali e culturali. Nei suoi romanzi Jahnn appare nelle vesti di ateo.
Con le sue opere Hans Henny Jahnn costituisce un fenomeno unico nella letteratura tedesca e non può essere annoverato in nessun movimento. Presto abbandona gli elementi tardo espressionistici dei primi lavori a favore di uno stile originale sulla scia di un “realismo magico”.

## Biografia
Figlio di un costruttore di navi, frequentò la Realschule a St. Pauli, dove conobbe Gottlieb Harms (1893-1931, che sarebbe diventato autore di musica), quindi la Oberrealschule “Kaiser Friedrich Ufer” nel quartiere Eimsbüttel di Amburgo; vi conseguì la maturità nel 1914. Nel 1915 emigrò in Norvegia con Harms per sfuggire alla Prima Guerra Mondiale. Alla fine del 1918 tornò ad Amburgo, per poi trasferirsi per poco tempo in campagna presso Eckel. Qui visse con Gottlieb Harms e Franz Buse (1900-1971, allora scultore). Vi abitavano anche altri, tra cui Ellinor Philips (1893-1970), sua futura moglie. Sebbene Jahnn non si sia mai dichiarato omofilo e si sia sposato, senza ombra di dubbio da giovane ebbe dei rapporti omosessuali, fra cui con Harms, suo grande amore, accanto al quale è sepolto.
Nel 1919 Jahnn, Harms e Buse fondarono la comunità di artisti Ugrino. Nacque – similmente ad altri gruppi della Repubblica di Weimar – dall'esigenza di nuove interpretazioni e come alternativa alla situazione del primo dopoguerra, per molti deludente. La comunità Ugrino intendeva accogliere opere d'arte di tutti i tipi e crearne di nuove. In particolare, su un terreno di proprietà, che venne anche comprato in parte, si sarebbero dovuti erigere edifici religiosi (architetto: Jahnn). Ma alla fine la maggior parte dei progetti della Ugrino non trovò realizzazione. Jahnn e Harms fondarono con successo la casa editrice Ugrino Verlag (1921), che diede alle stampe opere di compositori barocchi e prebarocchi apprezzati dagli esperti.
Sempre nel 1919 Jahnn pubblicò il dramma Pastor Ephraim Magnus, per il quale venne insignito dell'illustre premio Kleist nel 1923. Seguirono altri drammi. Alcuni organi di stampa ebbero delle difficoltà coi lavori di Jahnn, che spesso presentavano trame e registri sentimentali estremi (incesto, omosessualità, mutilazione…): le pièce andarono incontro a dure critiche, ma vennero anche sommamente decantate da fonti autorevoli (Thomas Mann).
Sebbene all'inizio degli anni 30 Jahnn fosse stato messo in guardia dal NSDAP e avesse aderito alla scissione dei liberali di sinistra dal DDP, che portò alla costituzione del partito dei radicaldemocratici (RDP), Jahnn non intendeva emigrare definitivamente e perdere i contatti con la Germania. Era convinto di potersi assicurare il sostentamento economico come scrittore solo nel paese natale. Per questo rimase ad esempio membro della “Camera della Letteratura del Reich” (Reichsschrifttumskammer). I nazionalsocialisti gli erano ostili (a causa dei suoi drammi venne definito dalla stampa “comunista e pornografo”) e perquisirono più volte il suo alloggio ad Amburgo. Cosa che, nella primavera del 1933, lo convinse a lasciare la Germania; durante la dittatura nazista soggiornò per lo più all'estero, pur con qualche breve visita in patria. Nel 1934 andò ad abitare in Danimarca, sull'isola di Bornholm, dove aveva comprato una fattoria per Eduard, figlio di Harms, affidatogli dopo la morte dell'amico, che Jahnn stesso gestì fino al 1950. Qui scrisse anche gran parte della sua opera principale, Fluss ohne Ufer, una trilogia immensa di oltre 2000 pagine, il cui ultimo volume, Epilog, non fu portato a termine.
I suoi drammi Spur des dunklen Engels e Neuer Lübecker Totentanz furono musicati dal figlioccio Yngve Jan Trede, il cui notevole talento musicale era stato scoperto e sostenuto da Jahnn.
Nel 1950 fece ritorno ad Amburgo e si adoperò soprattutto contro lo sviluppo di bombe atomiche e al riarmo della repubblica federale. Jahnn fu uno dei fondatori e primo presidente della “Libera Accademia delle Arti di Amburgo” (Freie Akademie der Künste). Nel 1956 andò a Mosca. Il 29 novembre 1959 morì di una malattia di cuore nell'ospedale Tabea nel quartiere Blankenese di Amburgo. L'amico e medico Prof. Dr. Gotthold Möckel gli fu accanto nelle ultime ore di vita.
La tomba si trova al cimitero di Nienstedten. Jahnn ne progettò la struttura secondo le direttive dello statuto della Ugrino. Il suo ultimo romanzo, ancora una volta incompleto, Jeden ereilt es, uscì postumo nel 1968, mentre il racconto Die Nacht aus Blei, che ne costituisce un estratto, era apparso già nel 1956.

### Costruzione di organi e teoria dell'armonia
Già da giovane Jahnn si occupò della costruzione di organi. Si impegnò al restauro di pregiati organi barocchi nella Germania del nord (ad es. l'organo Arp Schnitger nella chiesa di St. Jakobi, Amburgo), esigendo un nuovo orientamento nella fabbricazione di questi strumenti che tenesse in considerazione le regolarità armoniche già note a Schnitger. Sebbene, per citare un esempio, Albert Schweitzer, con cui Jahnn era in corrispondenza, avanzasse pretese simili, Jahnn ebbe scarsa risonanza; inoltre la fama dei suoi pezzi teatrali controversi gli rese difficile trovare committenti. Ma lavorò a quasi cento progetti di organi come consulente, progettista e costruttore: ne sono la prova più di mille fogli con appunti di notazione mensurale e disegni.
L'organo Hans Henny Jahnn della Heinrich Hertz Schule (già Lichtwark Schule), fabbricato nel 1931 dal costruttore di organi Karl Kemper e restaurato nel 1991 da G. Christian Lobback, risuona ancora oggi nei concerti. Tuttavia la maggior parte degli organi di Jahnn non è più in condizione di essere suonata. Quello della chiesa Ansgar nel quartiere Langenhorn di Amburgo, risalente al 1931, costruito dalla ditta P. Furtwängler & Hammer in modo non conforme ai progetti di Jahnn, sarà nuovamente utilizzabile nel 2009.
La già citata visione del mondo basata sulle leggi dell'armonia è da collocarsi accanto all'interesse di Jahnn per gli organi e per la loro costruzione. Non solo il Jahnn costruttore e riformatore di organi, ma anche il Jahnn scrittore deve impulsi decisivi all'insigne erudito tedesco Hans Kayser, fondatore, nel ventesimo secolo, di un istituto di ricerca sulla teoria dell'armonia: Perrudja, il romanzo più noto composto alla fine degli anni 20, mostra chiaramente l'influsso profondo di Kayser.

## Opere

### Werkausgaben
- Werke und Tagebücher in sieben Bänden. Mit einer Einleitung von Hans Mayer. Hrsg. von Th. Freeman und Th. Scheuffelen. Hamburg 1974
- Werke in Einzelbänden (Hamburger Ausgabe). Hrsg. von Uwe Schweikert. Hamburg 1985 ff.

### Prosa
- Perrudja, Roman, 1. Teil 1929, 2. Teil unvollendet
- Fluß ohne Ufer, Romantrilogie
  - Das Holzschiff, 1949, überarbeitete Fassung 1959
  - Die Niederschrift des Gustav Anias Horn nachdem er 49 Jahre alt geworden war, 1949/50
  - Epilog, aus dem Nachlass veröffentlicht 1961
- Die Nacht aus Blei, Erzählung, 1956
- Ugrino und Ingrabanien, Romanfragment, aus dem Nachlass veröffentlicht, 1968

### Opere teatrali
- Pastor Ephraim Magnus, 1919
- Die Krönung Richards III., 1921
- Der Arzt / Sein Weib / Sein Sohn, 1922
- Der gestohlene Gott, 1924
- Medea (Tragödie), 1926. 2. Fassung 1959
- Neuer Lübecker Totentanz (zusammen mit Werner Helwig), 1931
- Straßenecke, 1931
- Armut, Reichtum, Mensch und Tier, 1933, 2. Fassung 1948
- Spur des dunklen Engels, 1952
- Thomas Chatterton (Tragödie), 1955
- Die Trümmer des Gewissens, 1961

### Antologie
- Dreizehn nicht geheure Geschichten, Erzählungen, Hamburg 1954 (trad. 13 Storie inospitali, a cura di Domenico Pinto, Lavieri, 2010 ISBN 9788889312599)
- Eine Auswahl aus dem Werk. Mit einer Einleitung von W. Muschg. Freiburg i. Br. 1959
- Das Hans Henny Jahnn Lesebuch. Hrsg. von U. Schweikert. Hamburg 1984

### Altro
- Contributi per la rivista Der Kreis

## Scritti
* Rolf Italiaander: Hans Henny Jahnn: Das Buch der Freunde. Diese Schrift wurde im Auftrag der Freien Akademie der Künste in Hamburg zum ersten Todestag des Dichters (29. November 1960) zusammengestellt
- Der Uhrenmacher. Dem Andenken meines Urgroßvaters Matthias Jahnn (aus Niederschrift), in: Westfalen-Spiegel, Ardey Verlag GmbH, Dortmund, April 1953 (2. Jg., Ausgabe B) Seite 11-12
- Elsbeth Wolffheim: Hans Henny Jahnn Reinbek 1989 (rororo-Bildmonografie 432)
- Thomas Freeman: Hans Henny Jahnn. Eine Biographie. Hoffmann und Campe. Hamburg, 1986. ISBN 3-455-08608-X
- Thomas P. Freeman: The Case of Hans Henny Jahnn. Criticism and the Literary Outsider. Camden House, Rochester N.Y. Boydell & Brewer, Suffolk, UK, 2001. ISBN 1-57113-206-6
- Hanns Henny Jahnn: Ugrino Jochen Hengst und Heinrich Lewinski. Revonnah Verlag Hannover 1991. ISBN 3-927715-08-5
- Reiner Niehoff: Hans Henny Jahnn. Die Kunst der Überschreitung München 2001
- Hans Mayer: Versuch über Hans Henny Jahnn Aachen 1994, ISBN 3-89086-998-X
- Rüdiger Wagner: Der Orgelreformer HHJ Hg. Hans Heinrich Eggebrecht, Musikwissenschaftliche Verlags-Gesellschaft, Stuttgart 1970
- dsb.: Hans Henny Jahnn. Der Revolutionär der Umkehr, Orgel, Dichtung, Mythos, Harmonik. Hg. Hans Heinrich Eggebrecht, ebd. Murrhardt 1989
- G. Christian Lobback: Der Orgelbauer HHJ und das harmonikale Gesetz, in: Uwe Schweikert (Hg): "Orgelbauer bin ich auch" Hans Henny Jahnn und die Musik Igel, Paderborn 1994, ISBN 3-927104-89-2 (S. 11-18)
- Zeitgenosse Hans Henny Jahnn: Ist der Mensch zu retten? Hamburger Literaturtage 1984, Dokumentation der Hamburger Hans-Henny-Jahnn-Wochen, veranstaltet von der Freien Akademie der Künste in Hamburg mit Unterstützung der Kulturbehörde der Freien und Hansestadt Hamburg anläßlich des 90. Geburtstages und 25jährigen Todestages Hans Henny Jahnns
- G. Christian Lobback: HHJ und sein Bild von der Orgel, Zs. Musik und Kirche 6/1994, S. 323-328, Bärenreiter-Verlag
- Walter Muschg: Gespräche mit HHJ, Aachen 1994, ISBN 3-89086-899-1
- Richard Anders: Begegnung mit Hans Henny Jahnn, Aachen 1988, ISBN 3-89086-903-3
- Ulrich Bitz & Jan Bürger & Alexandra Munz: Hans Henny Jahnn – Eine Bibliographie, Aachen 1996, ISBN 3-89086-815-0
- G. Christian Lobback: Klangpolarität und Klanggewichtung der Orgel bei Hans Henny Jahnn, Vortrag 2. Juni 2004, Arbeitstagung der Vereinigung der Orgelsachverständigen in Deutschland, Elsa- Brändström-Haus Blankenese
- Thomas Lipski: Hans Henny Jahnns Einfluß auf den Orgelbau. Phil.-Diss. Münster 1995, Hildesheim 1997 ISBN 3-487-10321-4. Vgl. Google-Buchsuche.
- Lotti Sandt: Hans Henny Jahnn. Zur Literatur, Harmonik und Weltanschauung des Schriftstellers und Orgelbauers Verlag: Kreis der Freunde um Hans Kayser Bern/Walter Ammann, Bern 1997, ISBN 3-906643-16-6.
- Adolf Meuer: Jahnns hinterlassenes Schauspiel „Der staubige Regenbogen“. Piscator inszenierte die Uraufführung in Frankfurt in: Kultur und Gesellschaft. Mitteilungs- u. Ausspracheblatt für Mitglieder und Freunde des Demokratischen Kulturbundes Deutschlands, Frankfurt a. M. 1961 (Nr. 5), Seite 13
- Werner Helwig & Hans Henny Jahnn: Briefe um ein Werk. Europäische Verlagsanstalt. Frankfurt 1959
- Werner Helwig: Bei Hans Henny Jahnn auf Bondegaard. In: Merian-Heft „Bornholm“ 1969
- dsb.: Die Parabel vom gestörten Kristall (biographisch-autobiographische Erinnerungen an H. H. Jahnn) von Hase & Koehler, Mainz 1977 ISBN 3-7758-0925-2
- Michael Walitschke: Hans Henny Jahnns Neuer Lübecker Totentanz, Stuttgart 1994
- Theater der Freien Hansestadt Bremen (Hg): HHJ.: Die Krönung Richards III Bremen, Spielzeit 1978/79 (ein inhaltsschweres Programmheft mit vielen Archivalien, insbes. aus der Staatsbibliothek Hamburg, vorrangig aus der Entstehungszeit), 127 S. ohne ISBN. (première 9 dicembre 1978)
- Jan Bürger: Der gestrandete Wal. Das maßlose Leben des Hans Henny Jahnn. Die Jahre 1894–1935. Aufbau-Verlag, Berlin 2003, ISBN 3-351-02552-1.
- Toni Bernhart: "Adfection derer Cörper". Empirische Studie zu den Farben in der Prosa von Hans Henny Jahnn. Deutscher Universitäts-Verlag, Wiesbaden 2003, ISBN 3-8244-4547-6.